# Винь (Атлантические Пиренеи)
Винь (фр. Vignes) — коммуна во Франции, находится в регионе Аквитания. Департамент — Атлантические Пиренеи. Входит в состав кантона Арти-э-Пеи-де-Субестр. Округ коммуны — По.

## География

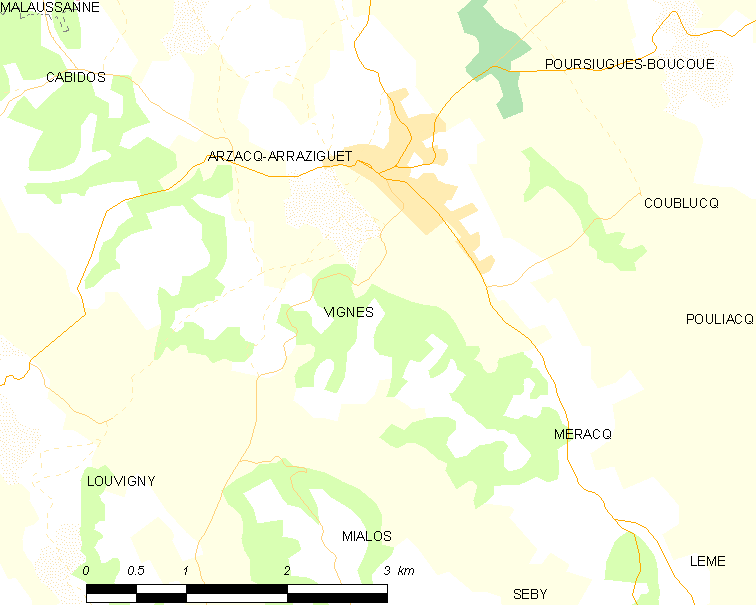
Карта коммуны

Коммуна расположена приблизительно в 630 км к югу от Парижа, в 150 км южнее Бордо, в 26 км к северу от По.
На юго-западе коммуны протекает река Люи, а на северо-востоке — река Лут.

### Климат
Климат тёплый океанический. Зима мягкая, средняя температура января — от +5°С до +13°С, температуры ниже −10 °C бывают редко. Снег выпадает около 15 дней в году с ноября по апрель. Максимальная температура летом порядка 20-30 °C, выше 35 °C бывает очень редко. Количество осадков высокое, порядка 1100 мм в год. Характерна безветренная погода, сильные ветры очень редки.

## Население
Население коммуны на 2010 год составляло 438 человек.
| 1962 | 1968 | 1975 | 1982 | 1990 | 1999 | 2010 |
| ---- | ---- | ---- | ---- | ---- | ---- | ---- |
| 236  | 263  | 337  | 349  | 361  | 342  | 438  |

## Администрация
| Период | Период | Фамилия         | Партия       | Примечания |
| ------ | ------ | --------------- | ------------ | ---------- |
| 2001   | 2020   | Кристиан Лекули | Разные левые |            |

## Экономика
В 2010 году среди 260 человек трудоспособного возраста (15-64 лет) 191 были экономически активными, 69 — неактивными (показатель активности — 73,5 %, в 1999 году было 70,3 %). Из 191 активных жителей работали 179 человек (98 мужчин и 81 женщина), безработных было 12 (6 мужчин и 6 женщин). Среди 69 неактивных 22 человека были учениками или студентами, 23 — пенсионерами, 24 были неактивными по другим причинам.

## Достопримечательности
- Церковь Успения Пресвятой Богородицы (XX век)[4]

## Фотогалерея

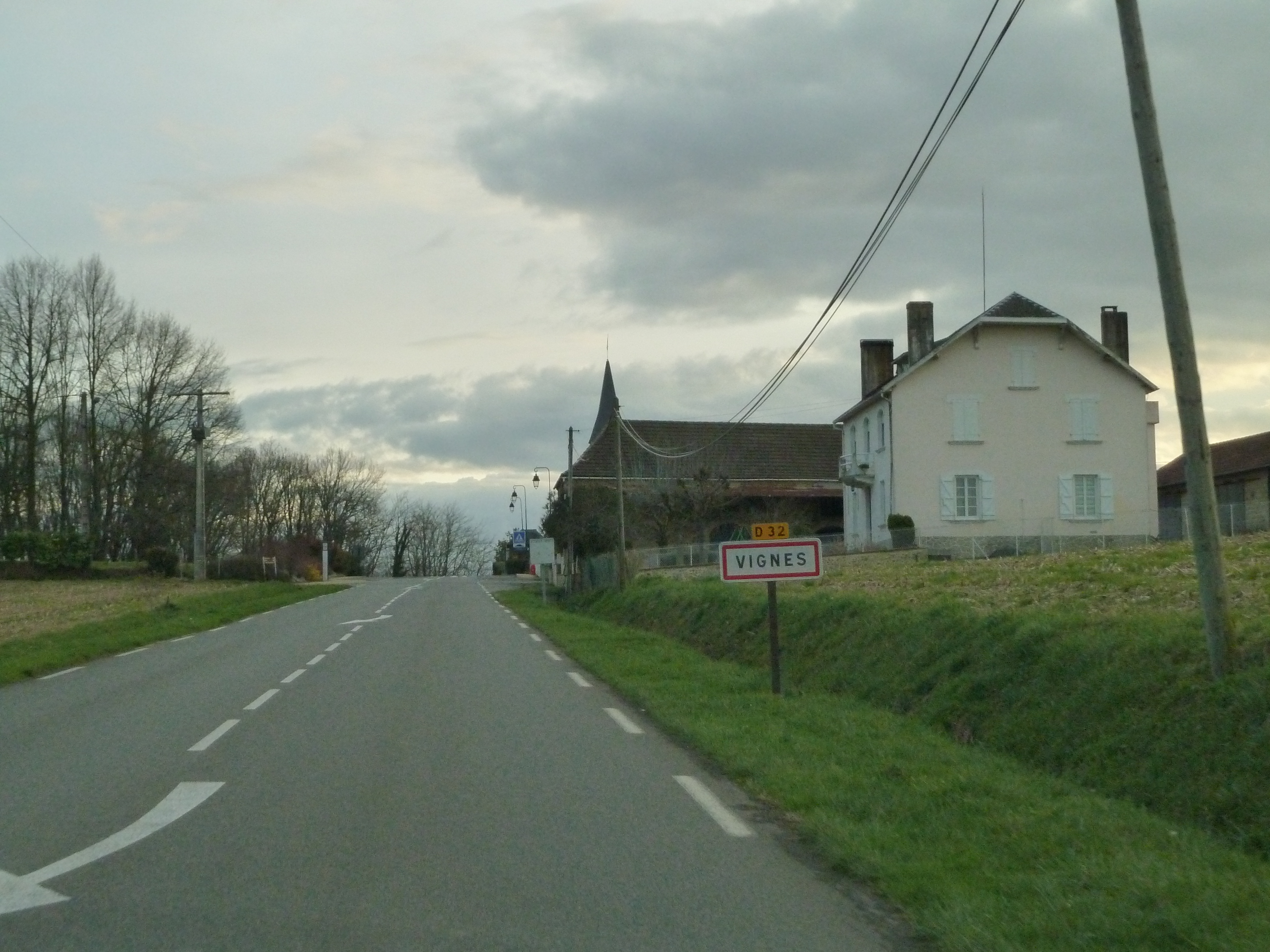
Въезд в Винь
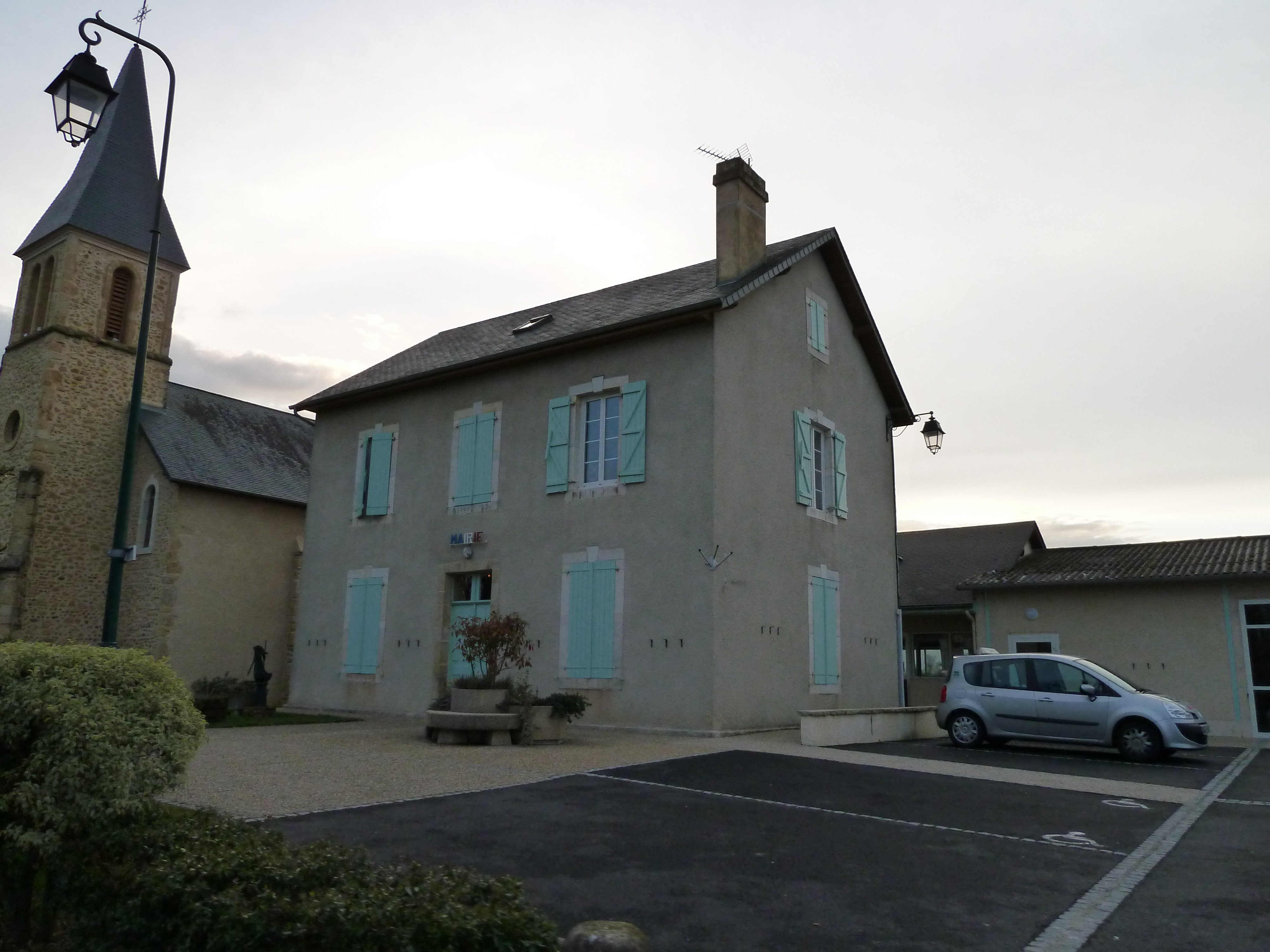
Мэрия
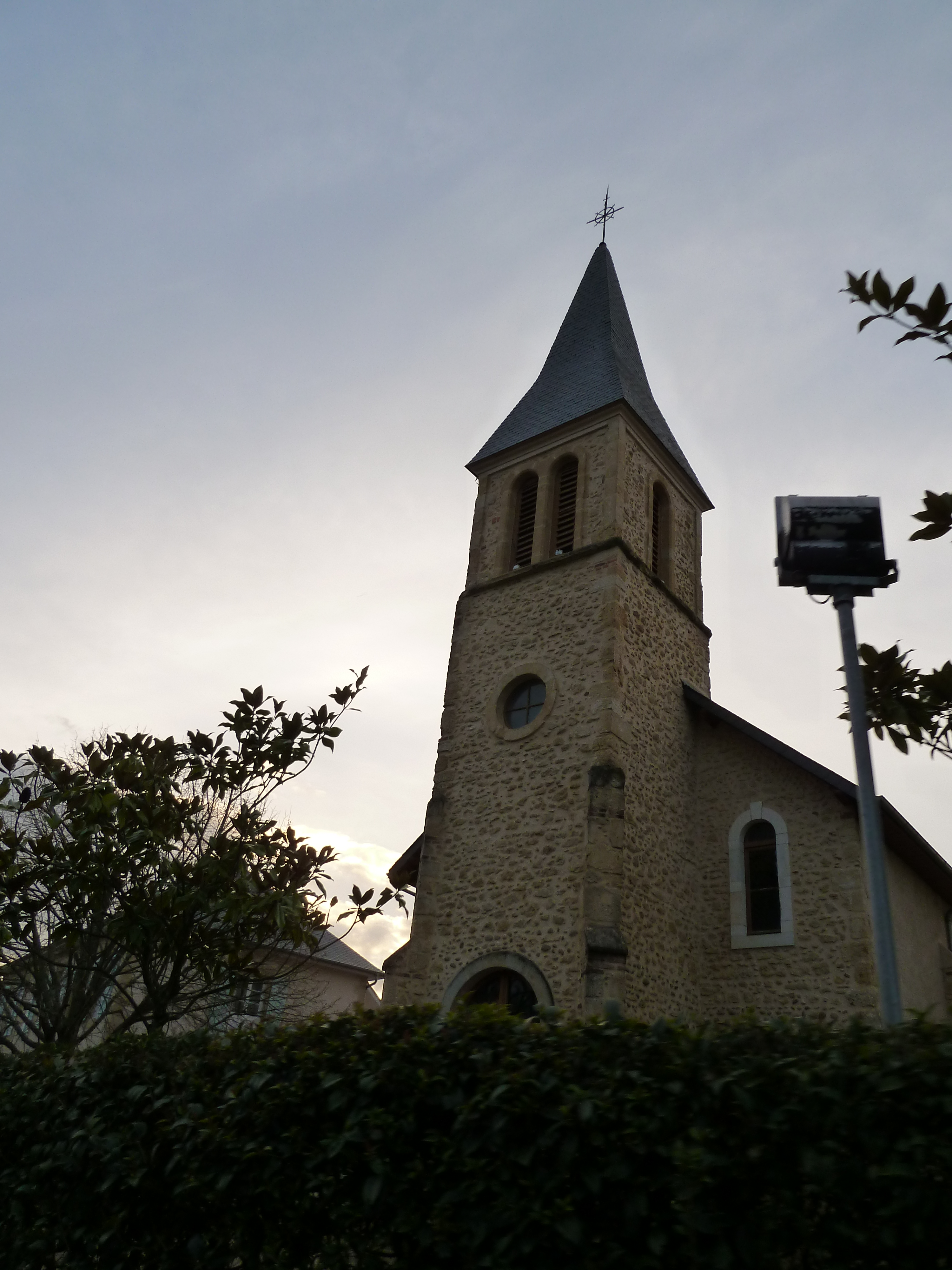
Церковь Успения Пресвятой Богородицы